# 古城街道 (大同市)
古城街道是中华人民共和国山西省大同市平城区下辖的一个街道。

## 建置沿革
- 2021年3月，撤销东街街道、西街街道、南街街道、北街街道，设立古城街道。以原东街街道的东门大巷、东史宅、鼓楼东街3个社区居委会，原西街街道的帅府、朝阳寺、宁馨3个社区居委会，原南街街道的福兴园、善化寺、华严寺、圆通寺4个社区居委会，原北街街道的代王府、法华寺、龙园、太阳城、御河北路、御华帝景6个社区居委会的行政区域为古城街道的行政区域。[2]
- 2021年6月9日，将原古城内12个社区（鼓楼东街、东门大巷、东史宅、帅府、宁馨、朝阳寺、福兴园、善化寺、圆通寺、华严寺、法华寺、代王府）整合成8个社区（大十字、帅府、仁和美、雁塔、鼓楼、纯阳宫、华严寺、教场街）；将御河北路社区名称变更为长青社区、龙园社区名称变更为兴云社区、御华帝景社区名称变更为和阳社区、太阳城社区名称变更为云林社区，同时按照人口和面积科学合理划分社区管理服务区域。[3]

## 行政区划
古城街道下辖东门大巷、东史宅、鼓楼东街、帅府、朝阳寺、宁馨、福兴园、善化寺、华严寺、圆通寺、代王府、法华寺、龙园、太阳城、御河北路、御华帝景等社区居委会。
2021年6月9日调整后，古城街道优化调整后设12个社区（大十字、帅府、仁和美、雁塔、鼓楼、纯阳宫、华严寺、教场街、长青、兴云、和阳、云林）。